# Euphoresia assiniensis
Euphoresia assiniensis är en skalbaggsart som beskrevs av Moser 1918. Euphoresia assiniensis ingår i släktet Euphoresia och familjen Melolonthidae. Inga underarter finns listade i Catalogue of Life.